# Seznam naučných stezek v okrese Žďár nad Sázavou
Seznam naučných stezek v okrese Žďár nad Sázavou zahrnuje naučné stezky, které jsou celé či alespoň svou částí na ploše okresu Žďár nad Sázavou.
| Název stezky                                    | Místo                                                                  | Založeno  | Délka (km) | Počet zastavení | Fotka |
| ----------------------------------------------- | ---------------------------------------------------------------------- | --------- | ---------- | --------------- | ----- |
| Babín                                           | Žďár nad Sázavou                                                       | 2010      | 5,5        | 10              |       |
| Balinské údolí                                  | Velké Meziříčí                                                         | 2008      | 15,5       | 7               |       |
| Borovice lánská                                 | Krejcar (Chlumětín)                                                    |           | 3          | 4               |       |
| Dářská rašeliniště                              | NPR Dářko, NPR Radostínské rašeliniště                                 | 2013      | 3          | 12              |       |
| Krátká                                          | Krátká                                                                 | 2008      | 1          | 15              |       |
| Lyžování na Novoměstsku                         | Nové Město na Moravě                                                   | 2022      | 8          | 10              |       |
| Metodka                                         | Koníkov                                                                |           | 3,5        | 15              |       |
| Městyse Měřína                                  | Měřín                                                                  | 2021      | 14,5       | 9               |       |
| Milovská naučná stezka                          | Milovy                                                                 | 2012      | 5          | 20              |       |
| Naše stromy                                     | Křižánky                                                               |           | 1,1        | 25              |       |
| Naučná stezka kolem Zelené hory (2 okruhy)      | Žďár nad Sázavou                                                       | 2011      | 2,3 a 2,6  | po 5            |       |
| Naučná stezka v resortu Sněžné Amanita          | resort Sněžné Amanita                                                  | 2022      | ?          | ?               |       |
| Naučná výletní stezka okolím Bobrové (2 okruhy) | Bobrová                                                                | 2011      | 6 a 17     | 5 a 9           |       |
| Nesměřské údolí                                 | Velké Meziříčí                                                         |           | 16         | 5               |       |
| Obrázková cesta lesem Ochoza                    | Nové Město na Moravě                                                   |           | 9,6        | 8               |       |
| Partyzánská stezka                              | Telecí–Strachujov–Hodonín (okres Blansko)                              | 2023–2024 | 80         | 28              |       |
| Po stopách posledního vlka Vysočiny             | Maršovice, Roženecké Paseky, Odranec, Studnice, Tři Studně, Vlachovice |           | 32         | 7               |       |
| Poznáváme Bory                                  | Bory                                                                   | 2016      | 6          | 22              |       |
| Přírodním parkem Bohdalovsko                    | Bohdalovsko                                                            | 2009      | 33,7       | 7               |       |
| Rácová                                          | Bystřice nad Pernštejnem, Ždánice                                      |           | 2,3        |                 |       |
| S kvíčalou za humna                             | Sněžné                                                                 | 2022      | 5          | 15              |       |
| Svatá hora                                      | Ořechov, Skřinářov                                                     | 2007      | 16,9       | 15              |       |
| Svratecká vodohospodářská naučná stezka         | Dalečín až Švařec                                                      | 2005      | 16         | 22              |       |
| Šebeň                                           | Šebeň (přírodní památka)                                               |           | 3          | 10              |       |
| Štěpánovský čtyřlístek                          | Brťoví, Čtyři Dvory, Štěpánov nad Svratkou, Švařec                     | 2012      | 14         | 11              |       |
| To naše Nové Veselí                             | Nové Veselí                                                            | 2017      | 4,1        | 10              |       |
| Tři kříže                                       | Nové Město na Moravě                                                   |           | 2,5        | 5               |       |
| Údolím Chlébského potoka                        | Chlébské, Údolí Chlébského potoka                                      |           | 4,1        | 5               |       |
| Už ty mlýny doklapaly                           | Velká Bíteš, Křoví                                                     | 2010      | 19         | 19              |       |
| Vodní stezka kolem rybníka Veselák              | Nové Veselí                                                            | 2015      | 2,5        |                 |       |
| Za pilníkáři na Český kopec                     | Křižánky                                                               |           | 1,6        | 6               |       |
| Žákova hora                                     | Žákova hora                                                            | 2010      | 2,6        | 10              |       |
| Železářství na novoměstském panství             | Kadov                                                                  | 2023      |            | 6               |       |